# Marsilly (Charente-Maritime)
Marsilly is een gemeente in het Franse departement Charente-Maritime (regio Nouvelle-Aquitaine). De plaats maakt deel uit van het arrondissement La Rochelle. Marsilly telde op 1 januari 2022 3.185 inwoners.

## Geografie
De oppervlakte van Marsilly bedroeg op 1 januari 2022 11,91 vierkante kilometer; de bevolkingsdichtheid was toen 267,4 inwoners per km².
De onderstaande kaart toont de ligging van Marsilly met de belangrijkste infrastructuur en aangrenzende gemeenten.

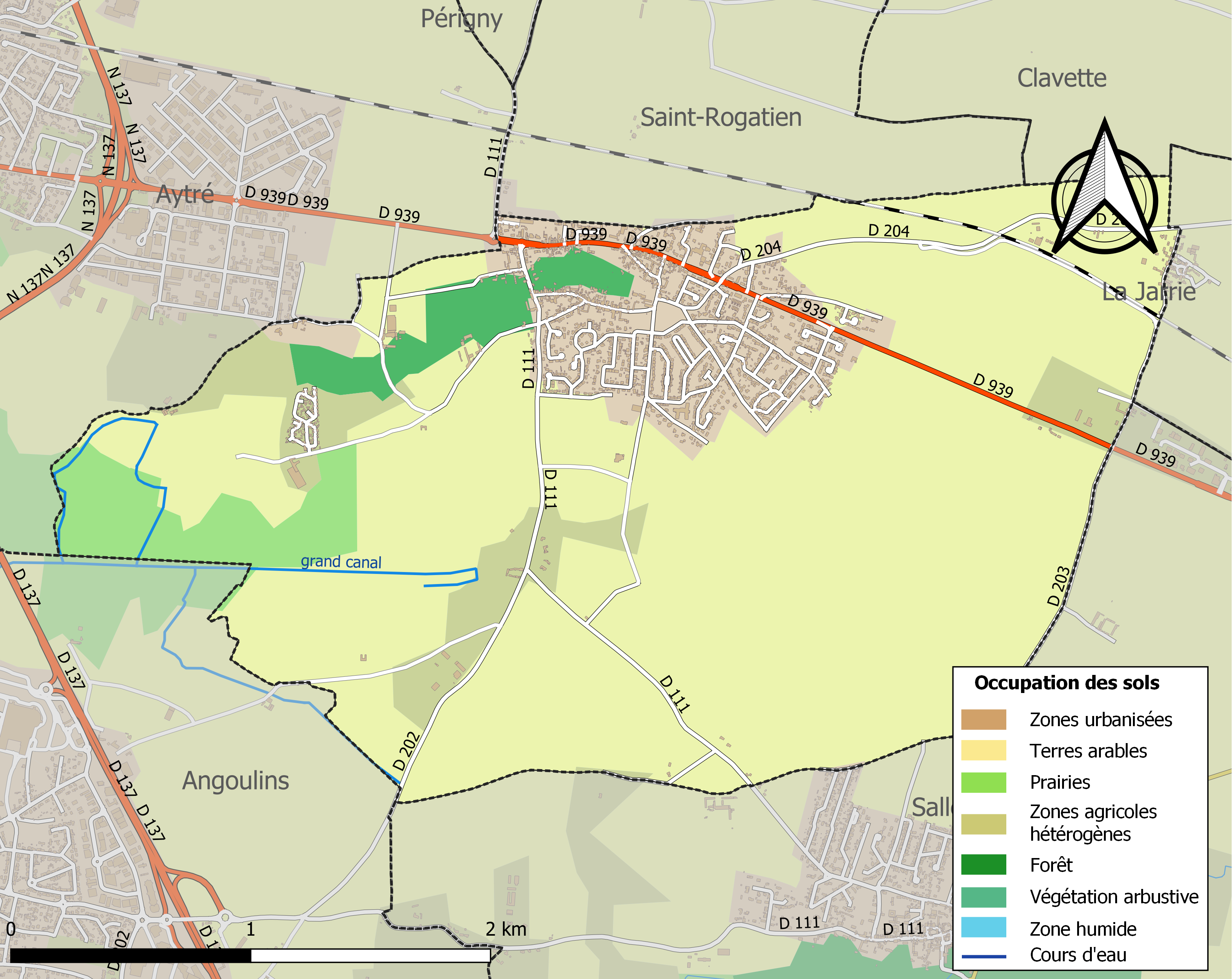

## Demografie
Onderstaande figuur toont het verloop van het inwonertal (bron: INSEE-tellingen).